# N7 (Togo)
Die N7 ist eine Fernstraße in Togo, die in Kévé beginnt und in Tsévié an der Zufahrt zu der N1 endet. Sie ist 35 Kilometer lang.